# Vincenz Liechtenstein
Vincenz Liechtenstein (ur. 30 lipca 1950 w Grazu, zm. 14 stycznia 2008 w Waldstein) – austriacki polityk.
Był synem księcia Henryka Liechtenstein (1916–1991) i księżniczki Elżbiety Charlotty Habsburg (1922–1993). Jego matka była córką ostatniego cesarza Austrii – Karola I. Vincenz pochodził więc z młodszej linii książąt Liechtenstein (jego przodek, Franciszek von Paula był jednym z synów księcia Jana I).
Był politykiem i parlamentarzystą Austriackiej Partii Ludowej. Był członkiem Bundesratu w latach 1988–1996 oraz 1997–2004. Działał w Międzynarodowej Unii Paneuropejskiej.
W 1981 ożenił się z Heleną de Cossé-Brissac (ur. 1960), z którą doczekał się dwóch córek:
- Adelajdy (Adelheid) (ur. 1981),
- Jadwigi (Hedwig) (ur. 1982).

W 1991 rozwiódł się z żoną, a w 1999 ożenił się z Robertą Valeri Manera (ur. 1953).